# Hüfingen
Hüfingen település Németországban, azon belül Baden-Württembergben. Lakosainak száma 8071 fő (2023. december 31.).

## Népesség
A település népessége az elmúlt években az alábbi módon változott:
| Lakosok száma | 5110 | 5925 | 6256 | 6207 | 6504 | 7033 | 7689 | 7823 | 7530 | 8071 |
|               | 1961 | 1967 | 1974 | 1980 | 1987 | 1993 | 2000 | 2006 | 2013 | 2023 |